# Agustín Eizaguirre
 (décembre 2023).
Si vous disposez d'ouvrages ou d'articles de référence ou si vous connaissez des sites web de qualité traitant du thème abordé ici, merci de compléter l'article en donnant les références utiles à sa vérifiabilité et en les liant à la section « Notes et références ».
Pour les articles homonymes, voir Ostolaza.
Agustín Eizaguirre Ostolaza, né le 7 octobre 1897 à Zarautz et mort le 28 novembre 1961 à Saint-Sébastien, est un footballeur espagnol des années 1910 et 1920.

## Biographie
Agustín Eizaguirre évolue comme gardien de but au sein de la Real Sociedad de 1912 à 1925, remportant trois fois le Campeonato Guipúzcoa. Il fait partie de la sélection ibérique aux JO 1920, mais barré par le grand Ricardo Zamora, il ne joue aucun match. Il remporte néanmoins la médaille d'argent.
Il est le père de Ignacio Eizaguirre, gardien aussi, participant à la coupe du monde 1950 avec l'Espagne.

## Clubs
- 1912-1925 : Real Sociedad

## Palmarès
- Coupe d'Espagne de football
  - Finaliste en 1913
- Campeonato Guipúzcoa
  - Champion en 1919, en 1923 et en 1925
- Jeux olympiques
  - Médaille d'argent en 1920